# Ko So-young
Dans ce nom coréen, le nom de famille, Ko, précède le nom personnel.
Ko So-young (hangeul : 고소영) est une actrice sud-coréenne née le 6 octobre 1972 à Séoul (Corée du Sud).

## Filmographie
- 1994 : Nine-Tailed Fox (Gumiho) de Park Hun-su
- 1997 : Beat de Kim Sung-su
- 1997 : Hallelujah de Shin Seung-soo
- 1998 : First Kiss (Kiss harggayo) de Kim Tae-gyun
- 1998 : If the Sun Rose in the West (Haega seojjogeseo ddeundamyun) de Lee Eun
- 1999 : Love Wind Love Song (Yeonpung yeonga) de Park Dae-yeong
- 1999 : Love de Lee Jang-soo
- 2001 : Haru de Han Ji-seung
- 2003 : Double Agent (Ijung gancheob) de Kim Hyeon-jeong
- 2006 : APT. (아파트,Apateu) de Ahn Byeong-ki
- 2007 : Project Makeover (언니가 간다,Eonni-ga ganda) de Kim Chang-rae

## Récompenses
- Prix de la meilleure actrice lors des Grand Bell Awards 2001 pour A Day.